# Cerro Tololo
Cerro Tololo é uma montanha localizada na Cordilheira dos Andes, no Chile, que alcança 2200 metros acima do nível médio do mar e onde se encontram as instalações do Observatório Interamericano de Cerro Tololo.
Sua localização geográfica é 30° 10′ S, 70° 48′ O e o lugar habitado mais próximo é Pangue, há treze quilômetros de distância.